# Cyril Dodd
Cyril Joseph Settle Dodd (1844 - 29 de janeiro de 1913) foi um político britânico do Partido Liberal que serviu como membro do Parlamento por Maldon em Essex no 25.º Parlamento entre 1892 e 1895.